# Tratado sobre Reduções de Ofensiva Estratégica

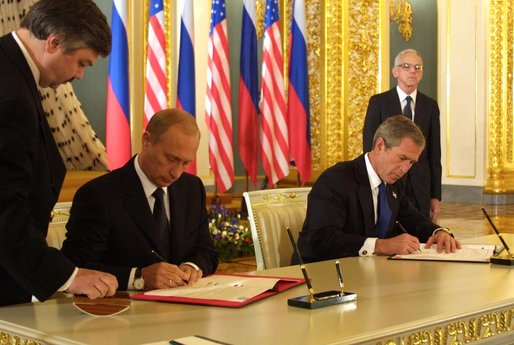
Bush e Putin assinam o tratado em 2002

O Tratado sobre Reduções de Ofensiva Estratégica (SORT sigla para Treaty on Strategic Offensive Reductions em inglês), mais conhecido como o Tratado de Moscou (português brasileiro) ou de Moscovo (português europeu), foi assinado em 2002 entre a Rússia e os Estados Unidos visando à limitação de seus arsenais nucleares para um máximo de 2200 ogivas operacionais para cada país. O tratado foi assinado em Moscou, no dia 24 de maio de 2002. Este é o mais recente de uma longa série de tratados e negociações para um desarmamento nuclear mútuo entre a Rússia (e seu predecessor, a União Soviética) e os Estados Unidos. Entre os acordos firmados, incluem-se o SALT I (1969-1972), Tratado ABM (1972), SALT II (1972-1979), Tratado INF (1987), START I (1991) e START II (1993).
O tratado de Moscou diverge do START em dois pontos: primeiro, ele limita as ogivas atualmente em operação, enquanto o START I limita-as apenas através de seus meios de entrega (ICBMs, SLBMs, e Bombardeiros Pesados). Em segundo lugar, a administração de Bush e Putin escreveram o tratado num panorama de grande confiança, fato que os escritores do START I não possuíam. Como resultado, o Tratado de Moscou não possui verificações e inspeções tão arraigadas quanto as do START I.
Delegações da Rússia e dos Estados Unidos encontram-se duas vezes por ano para discutir a implementação do Tratado de Moscou pela Comissão de Implementação Bilateral, ou "BIC".

## SORT, Controle de Armamentos e a Administração Bush
As críticas acima são mais bem analisadas quando vistas em conjunto com as circunstâncias relevantes da administração atual. Durante a Guerra Fria, tornou-se claro para a maior parte das pessoas em ambos os lados da Cortina de Ferro que uma corrida armamentista num ambiente tão carregado podia apenas levar ao desastre, sendo então criado o controle de armamento. Assim sendo, avanços no controle de armas tornaram-se a norma para os líderes tanto em Washington quanto Moscou. O Tratado de Moscou, portanto, aparenta ser a contribuição de George W. Bush nesse processo.
Em 2002, informações obtidas do documento confidencial Revisão da Postura Nuclear (NPR), requerido por lei para garantir a situação atual do arsenal nuclear dos Estados Unidos, deixaram claras as projeções e a política de armamentos do país. Essas informações demonstraram o interesse do governo Bush em montar uma nova tríade nuclear, consistindo em novos sistemas de ataque, defesa antimísseis e uma infraestrutura nuclear revitalizada.

## Implementação
O Laboratório Nacional Lawrence Livermore informou que o presidente Bush ordenou aos militares dos EUA que cortassem seu estoque de armas nucleares instaladas e de reserva pela metade até 2012. A meta foi alcançada em 2007, uma redução das ogivas nucleares dos EUA para pouco mais de 50 por cento do total de 2001. Uma nova proposta de Bush teria reduzido o total outros 15 por cento.

## Críticas
Enquanto o presidente Bush disse que o tratado "liquida o legado de hostilidade nuclear da Guerra Fria" e sua assessora de segurança, Condoleezza Rice, disse que deveria ser considerado "o último tratado do século passado", o tratado é criticado por várias razões:
- Não existiam disposições de verificação para dar confiança, quer aos signatários, quer a outras partes, de que as reduções declaradas ocorreram de facto.
- As reduções do arsenal não precisavam ser permanentes; as ogivas não precisam ser destruídas e, portanto, podem ser armazenadas e posteriormente reimplantadas.
- As reduções do arsenal deveriam ser concluídas até 31 de dezembro de 2012, que é também o dia em que o tratado perde toda a força, a menos que seja prorrogado por ambas as partes.
- Havia uma cláusula no tratado que previa que a retirada pode ocorrer mediante aviso prévio de três meses e, uma vez que nenhuma referência é exigida no tratado, nenhum dos lados poderia realizar qualquer ação em prol do tratado e, em seguida, retirar-se em setembro de 2012.